# Ipomoea tastensis
Ipomoea tastensis är en vindeväxtart som beskrevs av T. S. Brandegee. Ipomoea tastensis ingår i släktet praktvindor, och familjen vindeväxter. Inga underarter finns listade i Catalogue of Life.